# Kampuchea Democratica
Kampuchea Democratica (កម្ពុជាប្រជាធិបតេយ្យ in lingua khmer) è stato il nome ufficiale della Cambogia tra il 1976 e il 1979, mentre erano al potere gli Khmer rossi di Pol Pot. Tra il 1975 e il 1976 lo Stato si chiamò semplicemente Kampuchea (កម្ពុជា in lingua khmer).
Sotto questo regime totalitario e genocida morirono da i 1,7 a 2,2 milioni di persone per via delle esecuzioni di massa, le torture e per la fame.
Nel 1979 il regime dei Khmer rossi venne rovesciato dalla Repubblica Socialista del Vietnam, che instaurò la Repubblica Popolare di Kampuchea, ponendo così fine al Genocidio Cambogiano.

## Da Sihanouk a Lon Nol
Nel 1955 Norodom Sihanouk, re della Cambogia, abdicò e indisse le elezioni, candidandosi alla carica di Primo ministro. Usando la sua popolarità e metodi coercitivi riuscì a raggiungere il suo obiettivo, diventando padrone indiscusso del Paese.
Il Partito Comunista Khmer (PCK), capeggiato da Pol Pot, fu dichiarato illegale e i suoi iscritti costretti alla clandestinità e alla lotta armata. La repressione fu ferocemente gestita da Lon Nol, prima Ministro della Difesa di Sihanouk, poi Primo Ministro allorché lo stesso Sihanouk si fece nominare Capo dello Stato a vita nel 1960, ma con il passare del tempo essa venne frenata proprio dall'ex-sovrano, convinto nazionalista, che vide nei Khmer rossi (i membri del PCK, da lui stesso soprannominati in questo modo) l'unica forza in contrasto col governo di Lon Nol, spiccatamente filo-americano e attivamente impegnato nella collaborazione esterna con gli Stati Uniti nel conflitto vietnamita, rispetto al quale Sihanouk voleva rimanere neutrale.
Nel corso della guerra si verificarono, lungo il Sentiero di Ho Chi Minh, ripetuti sconfinamenti dell'esercito del Vietnam del Nord e dei Viet Cong in territorio cambogiano, usato come base d'appoggio, il che spinse gli USA, a partire dal 18 marzo 1969, a supportare l'inefficace azione dell'esercito di Lon Nol contro i guerriglieri per mezzo di bombardamenti segreti che massacrarono 600.000 civili cambogiani . Questo portò un aumento notevole di consenso verso Pol Pot .
Sihanouk fu deposto il 18 marzo 1970, mentre era in visita ufficiale in Cina da un colpo di Stato finanziato dagli Stati Uniti, che affidarono il potere a Lon Nol, il quale - nei giorni successivi - proclamò decaduta la monarchia e ribattezzò lo stato cambogiano "Repubblica Khmer". Per ritorsione Sihanouk si schierò apertamente con i comunisti. Fece confluire, con un accordo siglato a Pechino, i suoi sostenitori nel F.U.N.K. ("Fronte Unito Nazionale di Kampuchea"), raggruppamento nel quale i comunisti di Pol Pot avevano la maggioranza. Quindi la persecuzione contro i Khmer rossi ricominciò con vigore ancora maggiore. I tentativi di stroncare la guerriglia si rivelarono vani, con enormi perdite per il raffazzonato esercito cambogiano. Nel giro di un lustro, il regime di Lon Nol si ridusse a controllare solo le principali città del paese, mentre i Khmer Rossi espansero il controllo sul resto del paese partendo dal loro feudo della selvaggia zona nordoccidentale. A partire dal gennaio 1975, gli Khmer rossi completarono l'accerchiamento di Phnom Penh, colpita quotidianamente dalla loro artiglieria.

## Gli Khmer Rossi al potere

### Periodo iniziale
Il 17 aprile 1975 i Khmer rossi, accolti trionfalmente dalla popolazione, presero la capitale Phnom Penh e l'odiato Lon Nol fuggì negli USA. La loro prima azione - dopo aver passato sommariamente per le armi i vertici del vecchio regime e ogni potenziale oppositore politico - fu quella di evacuare la città, motivando il provvedimento con il sovraffollamento (la popolazione era effettivamente salita in un anno da 600.000 a 2.500.000 persone dopo il diretto coinvolgimento della Cambogia nella guerra del Vietnam) e il conseguente rischio di carestie o epidemie, oltre che con bombardamenti frutto della possibile rappresaglia statunitense. Il trasferimento nelle campagne fu molto affrettato (in 2 o 3 giorni vennero sgomberati quasi tutti gli abitanti) e provocò parecchie vittime tra la popolazione (si parla di 2.000 - 4.000 morti, confermati in gran parte anche da Khieu Samphan, divenuto poi Capo dello Stato), soprattutto tra i disabili e gli infermi, che vennero ugualmente obbligati alla marcia forzata al pari degli altri. Alla gente venne assicurato che si sarebbe trattato di una misura temporanea, e che non sarebbe stato necessario portare nulla con sé o mettere al sicuro i propri averi. In realtà la deportazione sarebbe stata definitiva. Ogni partito all'infuori di quello dei Khmer rossi fu messo al bando.
Tutti i cittadini stranieri - compresi i funzionari delle ambasciate - furono prima segregati nella sede diplomatica francese, poi espulsi dal Paese. Persino gli ambasciatori sovietici, rei di aver riconosciuto il vecchio regime e, secondo alcuni, soprattutto di rappresentare un avversario della Cina (il più tenace alleato di Pol Pot), furono rispediti in patria in malo modo. Solo ai cambogiani maschi già sposati con donne straniere fu concesso di espatriare, mentre le donne sposate con stranieri furono trattenute in patria. I confini furono chiusi e il Paese risultò di fatto completamente isolato fino alla caduta del regime, se si eccettuano i traffici commerciali con la Cina e qualche altro paese, i pochissimi voli settimanali che collegavano Phnom Penh a Pechino (riservati peraltro a spedizioni diplomatiche, scambi culturali finalizzati all'indottrinamento politico dei quadri cambogiani e all'addestramento militare dell'esercito di Pol Pot), e, per brevissimo tempo, un ponte aereo con Hanoi.
Le principali cariche dello Stato non furono immediatamente attribuite a membri del Partito, ma inizialmente ad esponenti della passata epoca monarchica: Norodom Sihanouk fu nominato Capo dello Stato e Penn Nouth (già a capo di svariati governi sotto il regno dello stesso Sihanouk) Primo Ministro. Tali incarichi, tuttavia, erano solo formali, in quanto il Partito, pur preferendo mantenere un basso profilo, detenne saldamente fin dall'inizio le redini effettive del Paese.
Il 12 maggio alcune navi da guerra della vecchia marina di Lon Nol, passate sotto il controllo del nuovo governo, sequestrarono il mercantile statunitense S.S. Mayaguez, scatenando così un grave conflitto diplomatico (crisi della Mayagüez). Circa 200 soldati a bordo di elicotteri tentarono di liberare la Mayaguez, ma riuscirono a salvare solo la sua squadra navale. I Khmer rossi risultarono i vincitori morali della controversia. Gli USA riportarono 41 morti e 50 feriti contro un massimo di 60 morti dalla parte opposta. Per rappresaglia, gli statunitensi colpirono una raffineria di petrolio a Kampong Saom.
Il 22 maggio cadevano le ultime roccaforti dei seguaci di Lon Nol sui monti al confine con la Thailandia: da questo momento il controllo di Pol Pot sul Paese divenne totale.
Sempre nel maggio 1975 vi furono schermaglie tra Khmer rossi e forze del governo del Vietnam (che, durante la guerra, aveva trovato in loro, per motivi ideologici, un alleato - anche se tenuto per motivi storici ed etnici in posizione subordinata - ma che successivamente, con la morte di Ho Chi Minh nel 1969, si spostò progressivamente dall'orbita cinese a quella sovietica, fornendo un pretesto a Pol Pot per cercare nei suoi confronti una rivalsa nazionalista con il supporto della Cina), a seguito dell'invasione da parte dei guerriglieri cambogiani delle isole di Phú Quốc e Tho Chu e delle loro incursioni oltre confine. Alla fine di maggio, i vietnamiti liberarono le due isole e occuparono a loro volta quella di Poulo Wai, quindi, il mese seguente, Pol Pot e Ieng Sary (Ministro degli Affari Esteri) si recarono in visita ufficiale ad Hanoi, proponendo un trattato di amicizia che fu accolto con freddezza. Nonostante il ritiro vietnamita da Poulo Wai dell'agosto dello stesso anno, gli incidenti proseguirono nella zona settentrionale del confine, e numerosi vietnamiti furono cacciati dalla Cambogia.

### L'Angkar
Nella Kampuchea esistevano strutture statali in tutto e per tutto simili a quelle occidentali, come ministeri e uffici burocratici, ma esse servivano più per gestire le relazioni con i paesi stranieri e a pianificare dall'alto le azioni del regime che a stabilire un rapporto con i cittadini comuni, i quali vivevano nella più totale inconsapevolezza del loro funzionamento e dell'identità stessa dei funzionari addetti alla loro direzione. La popolazione veniva spinta a venerare, in maniera fanatica e pseudo-religiosa, tale onnipresente ("L'Angkar ha occhi ed orecchie dappertutto" recitava un lungometraggio di propaganda ufficiale dell'epoca) ma impalpabile entità (in realtà una rappresentazione surreale del Partito, i cui leader, incredibilmente, ebbero per lungo tempo identità del tutto ignote agli occhi dei cittadini comuni), infallibile depositaria della giustizia e responsabile della sua esecuzione (a completo arbitrio dei guerriglieri di Pol Pot), della sorveglianza e della difesa del popolo cambogiano, nonché unico oggetto di amore consentito alle persone.
Il suo significato è quello di "Organizzazione" (il nome completo è Angkar Padevat, cioè "Organizzazione Rivoluzionaria", o Angkar Loeu, cioè "Organizzazione Suprema"), e nel linguaggio imposto dai Khmer rossi per lungo tempo sostituì del tutto qualunque riferimento esplicito al Partito o ai suoi leader, i quali non venivano mai nominati direttamente, ma generalmente indicati come "Fratelli" e distinti tramite un numero cardinale, oppure tramite nomi di battaglia.
Tale atteggiamento verso il popolo e tale struttura statale ritenuta da alcuni ambivalente erano necessari, nell'ottica del regime, per svariati motivi. Da una parte, come detto, si volevano mantenere i rapporti con paesi amici (benché siano state pochissime le ambasciate straniere a Phnom Penh, ridotte a quelle di Corea del Nord, Cuba, Cina, Jugoslavia, Albania e poche altre, e ancora meno le visite ufficiali di statisti esteri, se si eccettuano gli emissari cinesi), dall'altra si volevano "temprare" i cambogiani, rendendoli conformi ai nuovi ideali rivoluzionari, attraverso strutture di potere simili a quelle dei sovrani del "glorioso" passato nazionale (da sempre dotati, nella ristretta visione popolare, di misteriosi attributi quasi divini e mai posti sullo stesso piano dei sudditi).
Questa strategia tesa ad imporre un "nuovo ordine" sociale (seppur ispirato al passato remoto, come si vedrà) attraverso vecchie metodologie e un linguaggio di cui alcuni analisti hanno sottolineato i riferimenti religiosi - ufficialmente banditi dal Partito, ma, sempre secondo tali fonti, spesso utilizzati in quanto il popolo vi era abituato da millenni - si manifestava secondo molti anche in ambito più strettamente politico; basta prendere in considerazione la situazione di Norodom Sihanouk, primo e unico ex-sovrano della storia ad essere designato come Capo dello Stato (seppur privo di potere reale) da un regime guidato da un partito comunista. E questo, se da una parte rappresentò un atto di riconoscenza nei suoi confronti da parte del Partito, dall'altra fu una deliberata azione tesa a sfruttare la sua popolarità tra la gente comune (strategia peraltro nota al diretto interessato e ricambiata con il medesimo proposito), oltre che la sua "presentabilità" a livello internazionale. Fu inoltre il frutto delle pressioni del governo cinese (Sihanouk godeva, sin dai tempi della guerriglia, del pieno sostegno di Zhou Enlai). L'ex - monarca, però, non durò a lungo. Già il fatto che venne riammesso in Cambogia solo nel settembre 1975 (cinque mesi dopo l'ascesa al potere di Pol Pot) fece pronunciare a Sihanouk la famosa frase: "Io sono come la ciliegia: dopo che essi avranno gustato il frutto, sputeranno il seme!". I guerriglieri filomonarchici vennero in gran parte uccisi e il monarca era più prigioniero che regnante. La morte, nel gennaio 1976, di Zhou Enlai ne decretò l'espulsione dal paese il 15 aprile successivo.

### Il Comitato Centrale del Partito
Ad esso ci si riferiva con la dicitura "Kena Mocchhim" ("mocchhim" deriva dal termine francese "machine"), ed era formalmente la principale istituzione politica del Partito e di fatto del regime dei Khmer rossi. Tuttavia, fino al 1977, l'identità dei leader del Partito venne tenuta totalmente segreta agli occhi dei non iscritti, e persino i discorsi e gli incontri ufficiali di Pol Pot non venivano resi pubblici.
Esisteva inoltre una specie di organo esecutivo del Comitato centrale, il cosiddetto "Ufficio 870" (o "Ufficio 87"), a cui molto spesso facevano riferimento i rapporti dei dirigenti locali alla leadership.
I membri permanenti del Comitato centrale - che costituivano il cosiddetto "Nucleo del Partito" - furono presumibilmente (dato che sono innumerevoli e incerte le fonti che descrivono tale organigramma), durante il periodo in esame:
- Pol Pot, altrimenti detto "Fratello Numero 1", leader supremo e Segretario Generale del Partito, ricoprì la carica di Primo Ministro dal 1976 fino al termine della dittatura (con una breve interruzione dal settembre all'ottobre del 1976, ufficialmente per motivi di salute).
- Nuon Chea, altrimenti detto "Fratello Numero 2", Presidente dell'Assemblea del Popolo dal 1976 al 1979, Vicesegretario del Partito, vice Primo Ministro e sostituto di Pol Pot nel ruolo di Primo Ministro dal settembre 1976 all'ottobre dello stesso anno.
- Ieng Sary, altrimenti noto come "Fratello Numero 3", cognato di Pol Pot, Vice-Primo Ministro e Ministro degli Affari Esteri della Kampuchea Democratica durante tutta la dittatura, nonché responsabile di alcuni campi di rieducazione.
- Khieu Samphan, altrimenti noto come "Fratello Numero 4" o "Fratello Khieu" o "Compagno Hem", Capo dello Stato della Kampuchea Democratica dal 1976 succedendo a Norodom Sihanouk, nonché Presidente dell'Ufficio 870 dal 1977.
- Ta Mok, altrimenti detto "Fratello Numero 5" (o "Numero 15" secondo alcune fonti), soprannominato "Il Macellaio", fu Capo di Stato Maggiore dell'Esercito a partire dal 1976, mentre dall'anno dopo fu Primo Vicepresidente dell'Assemblea del Popolo.
- Son Sen, altrimenti detto "Fratello Numero 89", Vice-Primo Ministro, Ministro della Difesa e capo dei Servizi Segreti. Nel 1977 viene incaricato di dirigere svariate purghe e di comandare le operazioni contro il Vietnam, infine nel 1979 viene nominato Comandante dell'Esercito.
- So Phim, altrimenti noto come So Vanna o Poem o Yan o ancora Phin. In carica fino al maggio 1978.
- Vorn Vet, Vice-Primo Ministro, Ministro dell'Economia e membro del Comitato fino al novembre 1978.
- Yun Yat, moglie di Son Sen, Ministro della Sanità, della Cultura, dell'Educazione e dell'Informazione. Nel 1977 fu incaricata di estirpare il Buddhismo dalla nazione.
- Ke Pauk, altrimenti detto "Fratello Numero 13", fu Segretario del Partito per la Zona Nord dal 1975, e nel 1976 fu responsabile di purghe nella Zona Centrale e di grandi massacri di civili della Zona Est nel 1978.
- Khieu Thirith, detta anche Phea o Hong, era la moglie di Ieng Sary, fu prima Ministro degli Affari Sociali e poi corresponsabile con il marito degli Affari Esteri, nonché responsabile della famigerata organizzazione segreta Alleanza della Gioventù Comunista della Kampuchea, formata da ragazzini totalmente devoti al regime e che fu strumento di Pol Pot nel controllo dell'apparato del Partito. Nel 1976 diresse una purga nella Zona Nord-Ovest.
- Khieu Ponnary, altrimenti detta "Sorella Numero 1", era la moglie di Pol Pot e la sorella di Khieu Tirith, e dirigeva l'Associazione delle Donne della Kampuchea Democratica.

### Economia
Tra i primi provvedimenti legislativi del nuovo regime ci furono l'abolizione della proprietà privata (tranne per gli oggetti di uso strettamente personale), l'evacuazione delle grandi città (come era stato fatto per la capitale) e la deportazione degli abitanti in enormi Comuni agricole l'una isolata dall'altra e autosufficienti. Anche i bambini erano utilizzati per il lavoro nei campi. Se nelle zone sotto il loro controllo i Khmer rossi avevano introdotto, a partire dai primi anni settanta, i cosiddetti "Gruppi di Mutua Assistenza" (cooperative agricole in cui rimanevano tracce di proprietà privata, che dal 1973 furono organizzate in "Cooperative di Basso Livello"), già nel 1974 crearono "Cooperative di Alto Livello", nelle quali la proprietà privata fu totalmente abolita. Le "Comunità" sorsero all'inizio del 1976, ed erano forme avanzate di Cooperative di Alto Livello in cui si consumavano i pasti collettivamente. Inoltre furono create grandi fattorie statali.
Giunti al potere, in un primo momento i Khmer rossi furono favorevoli all'adozione del denaro e cominciarono anche a stampare proprie banconote, ma poco tempo dopo i vertici di Partito decisero che la moneta andava abolita, in quanto fonte di disparità sociali, avarizia e corruzione morale. Chiunque tra i quadri si manifestò contrario - anche per ragioni meramente pratiche, come i diversi fattori che avrebbero reso complicata l'adozione del baratto, persino nella società sognata da Pol Pot - fu messo a tacere o, in alcuni casi, eliminato (utilizzando a pretesto false accuse, come talune fonti sostengono sia avvenuto per l'alto dirigente Hu Nim). Mentre di fatto la valuta venne abbandonata praticamente subito dopo la rivoluzione, perse ufficialmente il corso legale solo nel 1978. Il riso diventò moneta corrente, ma di fatto esisteva un fiorente scambio clandestino di beni materiali di valore, anche finalizzato alla corruzione dei quadri.
Il commercio con l'estero venne quasi azzerato, benché tra il 1976 e il 1977 ci sia stata una sua lieve ripresa. I principali partner commerciali erano, paradossalmente, Stati Uniti (attraverso intermediari di Hong Kong), Francia e Regno Unito, oltre alla Cina (largamente maggioritaria) e, per un certo periodo, il Vietnam.
Con la loro politica economica (definita dall'Angkar "Super Grande Balzo in Avanti", chiaro riferimento all'esperienza cinese, evidentemente portata alle estreme conseguenze) ma soprattutto con la costruzione di grandi opere irrigue, i Khmer rossi miravano a portare la produzione di riso da una a tre tonnellate annue per ettaro, tuttavia i risultati furono ben lontani da quelli sperati: non si registrarono aumenti sensibili, anzi, spesso veniva prodotto di meno e parecchie regioni precipitarono nella carestia. Le ragioni possono certamente essere ricercate nelle distruzioni causate dalla guerra, ma anche e soprattutto nel cattivo sistema di produzione e nella scarsità di macchinari moderni, così come di tecnici specializzati (quei pochi che c'erano, come si vedrà, venivano perseguitati). La Cambogia, di fatto, divenne un'enorme risaia alle dipendenze della Cina, che in cambio sosteneva economicamente e politicamente Pol Pot.
Nonostante l'esplicita convinzione che l'agricoltura dovesse senz'altro costituire la base della nuova Kampuchea Democratica e l'evacuazione totale delle aree urbane, i Khmer rossi si resero conto dell'indispensabilità di talune industrie, e consentirono a ristretti gruppi di individui di tornare nelle ex-aree industriali per riavviare molto parzialmente la produzione.
La fiducia nel potere creativo delle masse era totale, e venivano pubblicati bollettini che illustravano migliorie tecniche e adattamenti apportati dai contadini a vecchi metodi e strumenti di produzione. Come era accaduto nella Cina del Grande balzo in avanti, che cercò inutilmente di creare una nuova tipologia di industria pesante attraverso l'utilizzo delle fornaci da campo, i Khmer rossi tentarono di spostare le fabbriche nelle campagne.

### Suddivisione territoriale
Dopo aver preso il potere, i Khmer rossi abolirono la vecchia suddivisione in province (khet) e la sostituirono con una nuova ripartizione, caratterizzata da sette "zone"; Zona Nord, Zona Nord-Est, Zona Nord-Ovest, Zona Centrale, Zona Est, Zona Ovest e Zona Sud-Ovest. C'erano inoltre altre due entità territoriali particolari: la Regione Speciale Numero 505 di Kratié e, fino al 1977, la Regione Speciale Numero 106 di Siem Reap. Le "zone" erano a loro volta divise in "regioni" (damban), distinte da un numero: la Regione Numero 1 comprendeva la vecchia Regione di Samlaut (o Samlot) nella Zona Nord-Ovest (compresa la vecchia Provincia di Battambang), da dove aveva avuto origine, nel 1967, l'insurrezione contro Sihanouk. A parte tale eccezione, sembra che i damban fossero stati numerati senza un ordine preciso.
I damban erano divisi in "distretti" (srok), "sotto-distretti" (khum) e villaggi (phum), gli ultimi dei quali ospitavano solitamente alcune centinaia di persone. Questo modello era abbastanza simile a quello precedente, con la differenza che gli abitanti dei villaggi vennero organizzati dai Khmer rossi in "gruppi" (krom) composti da dieci - quindici famiglie. Ad ogni livello, la gestione era diretta da un comitato di tre persone (kanak o kena), e quelli più elevati venivano diretti da esponenti del Partito, mentre i sotto-distretti e i villaggi erano affidati agli esponenti della "Vecchia Gente", molto più raramente a quelli della "Nuova Gente". Le "cooperative" (sahakor), divisioni territoriali simili ai khum, assunsero in talune aree funzioni di governo locale.

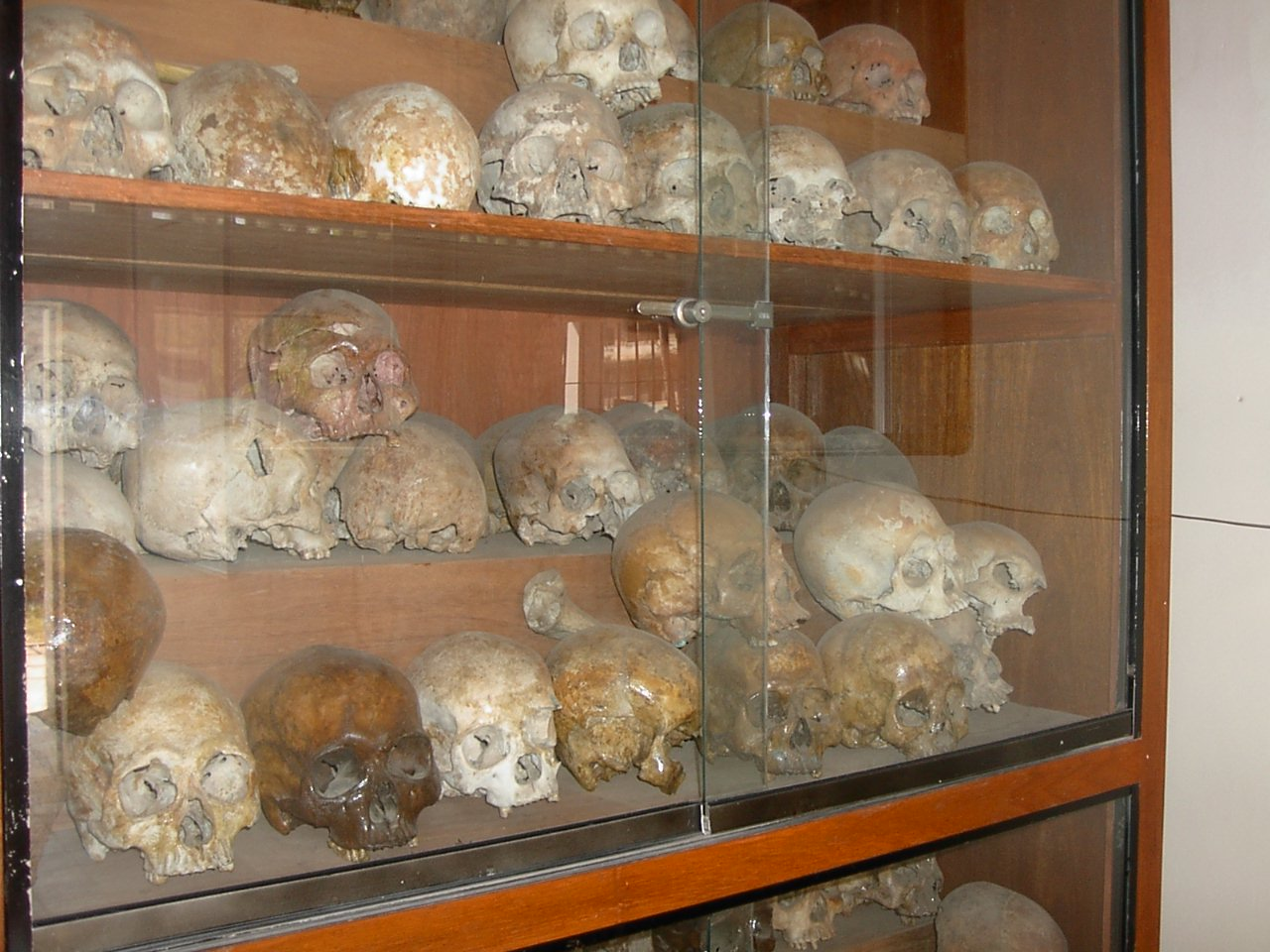
Mensole riempite di crani umani, dissotterrati dai dintorni della prigione di Tuol Sleng.

### Vita nelle Comuni
Le vecchie istituzioni giudiziarie, come le scuole e ogni altra istituzione, furono abolite, e le esecuzioni immediate e senza processo per minime trasgressioni alle rigide norme dei campi di lavoro divennero la prassi comune. Le onnipotenti guardie ("Mékong") che sorvegliavano continuamente i campi non superavano spesso i 10-15 anni di età. I disabili furono, secondo alcuni resoconti, eliminati, e chi poteva essere curato non veniva trattato con farmaci moderni, ma solo con preparati derivanti dalla medicina tradizionale cambogiana.
La delazione, anche tra parenti stretti di qualunque età, era una pratica diffusa e incoraggiata, e bastava un conflitto personale per essere denunciati alla famigerata polizia politica (il Santebal) come sabotatori o spie della CIA o del Vietnam. La rigida applicazione della dottrina rivoluzionaria era assicurata da adolescenti guardie rivoluzionarie ("Yotear") e la minima trasgressione dall'ortodossia ideologica costava la vita.
Altro motivo di epurazione era la razza e/o la religione. Gli Khmer Rossi erano profondamente sciovinisti e xenofobi e tra le prime comunità letteralmente massacrate si ricordano quelle musulmane dei Chăm. L'80% dei musulmani della Cambogia appartengono al gruppo etnico Chăm, che - prima dell'avvento di Pol Pot - contavano circa 250.000 individui stanziati principalmente lungo la costa e nella città costiera di Sihanoukville (Kampong Som o Kampong Saom). Essi avevano appoggiato Pol Pot contro Lon Nol ed erano poco integrati nella realtà cambogiana ma non fomentavano disordini di sorta. Dieci anni dopo, gran parte di loro, assieme alle minoranze cinese (la Cina era il "paese - guida" per gli Khmer Rossi) e vietnamita (i vietnamiti avevano rifornito di armi gli Khmer Rossi), era stata decimata.
Alcuni resoconti menzionano severe punizioni, consistenti di frequente in sommarie esecuzioni, solo per aver utilizzato più o meno volontariamente uno degli innumerevoli vocaboli proibiti (perché ritenuti "reazionari"), per aver pianto un congiunto, per aver avuto relazioni sessuali non autorizzate, per aver pregato, per aver rubato del cibo, per il possesso di oggetti preziosi, per essersi lamentati di qualcosa, per aver "lavorato poco" o per altre apparentemente minime trasgressioni (anche se dettate dalla necessità o da un ordine contraddittorio) alle direttive delle severissime guardie. Per le infrazioni considerate minori, solitamente si riceveva un'"ammonizione" (kosang), ma, dopo la seconda, la condanna a morte era immediata. Ogni ribellione o sabotaggio, veri o presunti, venivano severamente puniti, spesso senza nemmeno un'accusa pubblica, ma limitandosi a far scomparire nel nulla chi veniva incolpato. Anche i gesti e gli atteggiamenti individuali venivano interpretati in chiave politica: un'indecisione indicava meschino intellettualismo borghese, la tristezza confusione spirituale, la gioia individualismo.
L'individuo in sé stesso non aveva alcun valore, solo il collettivo ne aveva, quindi la vita di un singolo uomo era irrilevante. Alcuni degli slogan con cui venivano indottrinate le future guardie erano: "Preferiamo uccidere dieci amici piuttosto che lasciar vivere un solo nemico", oppure "Lasciarli vivere [chiunque fosse anche solo sospettato di un crimine] non ci porta alcun beneficio; farli sparire non ci costa nulla", frase usata dallo stesso Pol Pot nei suoi discorsi pubblici.
In genere il lavoro nei campi poteva protrarsi fino a 12 ore, più 2 ore per mangiare, 3 ore per il riposo e l'istruzione (la quale comprendeva i "prachum chivapheap", gli incontri collettivi di indottrinamento tenuti dai quadri), 7 ore di sonno. Non erano tollerati tempi morti.
Non va però ignorato che gli aspetti più estremi di tali resoconti rappresentano, in gran parte, situazioni verificatesi esclusivamente nelle zone intrinsecamente più povere o sottoposte al potere di funzionari particolarmente crudeli, pur tenendo presente che questi ultimi casi non costituivano certo rare eccezioni, ma piuttosto scenari che si configuravano, per la loro stessa estensione geografica, come rappresentativi di una larga fetta del Paese (il che rendeva molto precaria la situazione delle aree governate da quadri non integralisti, come dimostrano, ad esempio, le massicce purghe nell'est del Paese avvenute nel 1978).
Difatti le condizioni di vita potevano variare molto a seconda della situazione politica ed economica della zona in esame: nelle aree gestite da funzionari più umani e capaci si godeva di un trattamento molto meno duro rispetto alle altre (era facile che i quadri poco capaci temessero di essere messi sotto accusa dai propri capi per colpa dell'inefficienza dei campi, e che quindi tendessero ad essere più duri con i contadini). I funzionari più capaci in genere erano quelli meno influenzati dagli aspetti più estremi e integralisti della politica del Comitato Centrale, spesso ideologicamente vicini al Vietnam, e per questo più vulnerabili (non tardarono a divenire vittime di purghe condotte da quadri considerati più fedeli al regime con l'accusa di spionaggio). Inoltre la tendenza a spedire massicci carichi di riso destinati all'esportazione verso la Cina piuttosto che distribuirli alla popolazione rendeva più frequenti le disparità di trattamento nelle zone più povere. Le aree in cui le condizioni di vita erano migliori erano quelle dell'Est (i cui funzionari, filo-vietnamiti, furono purgati nel 1978) e del Sud-Ovest (una delle originarie roccaforti della guerriglia, e quindi probabilmente caratterizzata da un maggiore supporto della popolazione, ormai epurata molto tempo prima dalle purghe del Partito), mentre in quelle dell'Ovest, del Nord-Ovest (in entrambe la carestia avrebbe dovuto impedire l'esportazione di riso, che invece fu attuata comunque), del Nord e del Centro (entrambe teatri di purghe e massacri) la vita era decisamente peggiore. Poco si sa dell'isolata zona nord-orientale del Paese.

### "L'Uomo Nuovo"
Obiettivo del regime era "forgiare" ("lot dam") l'"Uomo Nuovo", rivoluzionario, ateo, etnicamente "puro", privo di affetti o inclinazioni borghesi, dedito esclusivamente al lavoro dei campi, alla propria patria e all'Angkar, di cui era "strumento" ("opokar").
I bambini, in quanto non contaminati dalla società corrotta precedente all'avvento della "nuova era", venivano tenuti in grande considerazione, e spesso ricoprivano incarichi di responsabilità, esercitando il loro potere anche su adulti. Pol Pot era solito servirsi della potentissima e devota Alleanza della Gioventù Comunista della Kampuchea di Khieu Thirith per controllare politicamente i quadri. Contemporaneamente, però, venivano indottrinati con particolare attenzione e in loro violenza e crudeltà, applicate a uomini e animali, venivano deliberatamente esaltate e premiate.
Coloro che fino a poco tempo prima costituivano la classe intellettuale del Paese venivano perseguitati (spesso stanati, per essere eliminati, all'interno dei campi di lavoro con false promesse di "perdono" per la sola, presunta colpa "ufficiale" di non aver vissuto da contadini prima della rivoluzione, oppure richiamati dall'estero con il medesimo inganno), in quanto giudicati parassiti ormai irrimediabilmente contaminati dalla vecchia cultura e potenziali strumenti della Reazione. Poteva bastare il semplice possesso di libri o materiale per scrivere non autorizzati, oppure la conoscenza di una lingua straniera, o persino il fatto di portare gli occhiali, per essere etichettati come uomini di studio.
Tuttavia, l'istruzione non era formalmente condannata in sé, ma solo in quanto essa, nel caso degli intellettuali, era stata maturata nel contesto pre-rivoluzionario, ed era quindi priva, agli occhi del regime, del necessario indottrinamento politico che avrebbe evitato il suo asservimento alla Reazione. Anzi, il Partito riteneva la cultura un utile strumento propagandistico, una volta epurata da ogni elemento considerato contrario ai dettami rivoluzionari. Nell'impartire ai bambini l'istruzione scolastica, il regime provvedeva fin da principio alla loro indispensabile formazione politica, che doveva prevenire ogni forma di deriva "borghese".
Gli affetti parentali, l'amicizia e ogni altro sentimento individuale furono criminalizzati, i matrimoni e i concepimenti dovevano avvenire esclusivamente previa approvazione o, secondo diverse fonti, vero e proprio ordine dell'Angkar.
Non era consentito far riferimento a nessuno tramite titoli distintivi gerarchici in uso prima della rivoluzione, ma solo mediante gli appellativi "Compagno" ("Mit" o "Met" in lingua khmer), "Fratello" o simili. Vietati erano anche i tradizionali gesti ossequiosi o semplicemente formali tra le persone, espressioni di diseguaglianza sociale, tuttavia l'atteggiamento individuale doveva seguire gli imperativi della moderazione e del contegno tipici dell'antica cultura khmer, seguendo un pensiero ibrido tra una forma di rigido egualitarismo e un ultranazionalismo tradizionalista con marcate tendenze razziste. Il cosiddetto "richiamo" dell'Angkar doveva cancellare ogni traccia di nostalgia per la corruzione del passato prossimo, "malattia della memoria" ("cchoeu sttak aram"), per tornare alla gloria del passato remoto dell'antica Angkor.
Il calendario occidentale fu abolito in favore di un "calendario rivoluzionario" che escludeva qualunque periodo o evento precedente all'istituzione del nuovo regime (il 1975 fu ribattezzato Anno Zero).
Le classi e le differenze sociali del periodo precedente alla rivoluzione furono abolite per legge, e la popolazione fu divisa in due categorie: la "Vecchia Gente" (detta anche "Popolo del 18 marzo" o "del '70"), formata dai contadini di etnia khmer, considerati più vicini all'ideale rivoluzionario e più plasmabile, e la "Nuova Gente" (detta anche "Popolo del 17 aprile" o "del '75"), formata da tutti gli altri, intellettuali, borghesi, nobili, proprietari terrieri, chierici, gli appartenenti a moltissime minoranze etniche, e persino gli operai colpevoli di abitare le città da molto tempo e di aver quindi perduto le proprie radici contadine, tutti considerati più difficili da indottrinare perché già irrimediabilmente corrotti dalla vita urbana e dalle usanze moderne - indipendentemente dalla loro precedente condizione economica - oppure segnati da un'intrinseca "inferiorità etnica".
Nonostante entrambe le classi vivessero in condizioni di sostanziale schiavitù (da cui solo i funzionari e i soldati erano esentati), la "Nuova Gente" godeva di un trattamento generalmente peggiore. Gli appartenenti a questa classe, anche membri della stessa famiglia, venivano divisi in brigate di contadini a seconda di età e sesso, venivano utilizzati per i lavori più pesanti e rischiosi, godevano di pochissimi momenti di libertà, ricevevano razioni più scarse (assolutamente non integrabili neanche con erba o insetti, a meno di non voler essere severamente puniti), potevano essere incarcerati o uccisi senza processo e non godevano quasi di alcun diritto. La loro vita, insomma, non aveva alcun valore. Inoltre, al momento di evacuare le città, solo alla "Vecchia Gente", tra tutti coloro che le abitavano, fu consentito di tornare ai villaggi di origine, mentre gli altri furono deportati nelle zone più svariate del Paese. Questo sistema di piccoli ma non trascurabili privilegi, riservati ad una categoria da sempre abituata ad essere considerata all'ultimo posto della scala sociale, portava la "Vecchia Gente", nonostante tutto, a sostenere in linea di massima il regime.
Va precisato però che, nelle aree in cui le condizioni di vita erano migliori, il trattamento poteva essere sostanzialmente il medesimo per le due categorie, e la vita era relativamente accettabile per tutti (almeno rispetto al resto del Paese).

### La Costituzione della Kampuchea Democratica

Bandiera della Kampuchea Democratica. Al centro campeggia l'Angkor Wat.

Immediatamente dopo la rivoluzione, i Khmer rossi non attribuirono un nome al nuovo Stato. Solo dopo l'entrata in vigore della Costituzione della Kampuchea Democratica, il 5 gennaio 1976, il Paese ebbe un nome ufficiale ("Kampuchea" era l'antica denominazione della regione).
Dopo tre mesi, il 4 aprile, Khieu Samphan sostituì Penn Nouth come Primo ministro (fino alla nomina di Pol Pot il 13 maggio dello stesso anno), mentre l'11 aprile sostituì Norodom Sihanouk (che si dimise il 20 marzo, in seguito alla morte di Zhou Enlai e a insanabili contrasti con la dirigenza del Partito) come Capo dello Stato. L'ex-sovrano, ormai conscio dei metodi del regime, implorò il Comitato Centrale di non ucciderlo, così, dal 2 aprile, fu di fatto posto agli arresti domiciliari nel palazzo reale per i successivi tre anni e mezzo.
Khieu Samphan ha descritto la Costituzione come "non il risultato di una ricerca sui documenti stranieri, né [...] il frutto di qualunque ricerca degli eruditi. In effetti il popolo - operai, contadini e Esercito Rivoluzionario - ha scritto la Costituzione con le proprie mani.".

La Carta Costituzionale era un breve documento composto di 16 capitoli e 21 articoli che hanno definito il carattere dello Stato: gli obiettivi della politica economica, sociale, culturale ed estera.
I diritti e di doveri dell'individuo erano definiti brevemente nell'articolo 12. Non era inclusa nessuna delle comuni garanzie dei diritti politici e umani, tranne il proclama "gli uomini e le donne sono sotto tutti gli aspetti uguali". Veniva dichiarato che "tutti gli operai e tutti i contadini sono padroni delle loro fabbriche e dei loro campi". L'esplicita asserzione secondo cui "non c'è assolutamente disoccupazione nella Kampuchea Democratica" lasciava velatamente intuire il massiccio utilizzo del lavoro forzato nel Paese.

I principi della Kampuchea Democratica riguardo alla politica estera erano definiti nell'articolo 21 (il più lungo) in termini di indipendenza, pace nel mondo, neutralità e strategia del non-allineamento. Veniva inoltre affermato il supporto alla lotta anti-imperialista del Terzo Mondo. Tuttavia, alla luce dei continui atteggiamenti aggressivi del regime contro il Vietnam, la Thailandia e il Laos durante il 1977 e il 1979, la promessa di "amicizia verso tutti i paesi confinanti" è anch'essa, come molti altri dettami costituzionali, rimasta lettera morta.

Le istituzioni governative venivano descritte molto sommariamente. Il potere legislativo era attribuito all'Assemblea Rappresentativa del Popolo Kampucheano (ARPK), un organismo di 250 membri "che rappresentano gli operai, i contadini, gli altri lavoratori e l'Esercito Rivoluzionario della Kampuchea Democratica". Centocinquanta seggi nell'Assemblea venivano assegnati ai rappresentanti agricoli, cinquanta agli "yotear" (i soldati dell'Esercito Rivoluzionario), infine altri cinquanta ad operai e altri. La legislatura durava cinque anni e veniva eletta a suffragio universale. Le prime e uniche elezioni nella Kampuchea Democratica (nelle quali Pol Pot sarebbe stato apparentemente eletto come un qualunque altro deputato dai contadini delle piantagioni di alberi della gomma) sono state tenute il 20 marzo 1976. Alla cosiddetta "Nuova Gente" non è stato permesso, stando ai dati in possesso, di partecipare. Lo stesso Pol Pot precisò molti anni dopo che tali consultazioni furono realizzate solo per mostrare alla comunità internazionale che il regime era aperto alla democrazia.
Il ramo esecutivo del governo veniva scelto dall'ARPC. Esso prendeva il nome di "Praesidium" e aveva il compito di "rappresentare lo Stato della Kampuchea Democratica sia all'interno che all'esterno del Paese". Tale organismo veniva eletto ogni 5 anni e il suo presidente era anche Capo dello Stato. Khieu Samphan fu la prima e ultima persona ad rivestire tale carica, di cui era stato insignito nel 1976, dopo la destituzione di Norodom Sihanouk.
Il sistema giudiziario era composto di Corti del Popolo; i giudici, come il Praesidium, erano nominati dall'ARPC. La Costituzione non accennava all'istituzione di enti pubblici territoriali o regionali.
Tuttavia va precisato che non si ha la certezza che la versione della Costituzione pervenuta all'opinione pubblica dopo la caduta del regime sia autentica (e che in ogni caso il popolo cambogiano in generale potesse farvi un qualche concreto riferimento all'epoca del regime), né che delle succitate elezioni i vertici di Partito abbiano realmente tenuto conto. La gestione del potere dei Khmer rossi, infatti, prescindeva molto spesso dall'uso di documenti scritti, ed è comunque verosimile supporre che molti di quelli un tempo esistenti siano andati perduti.

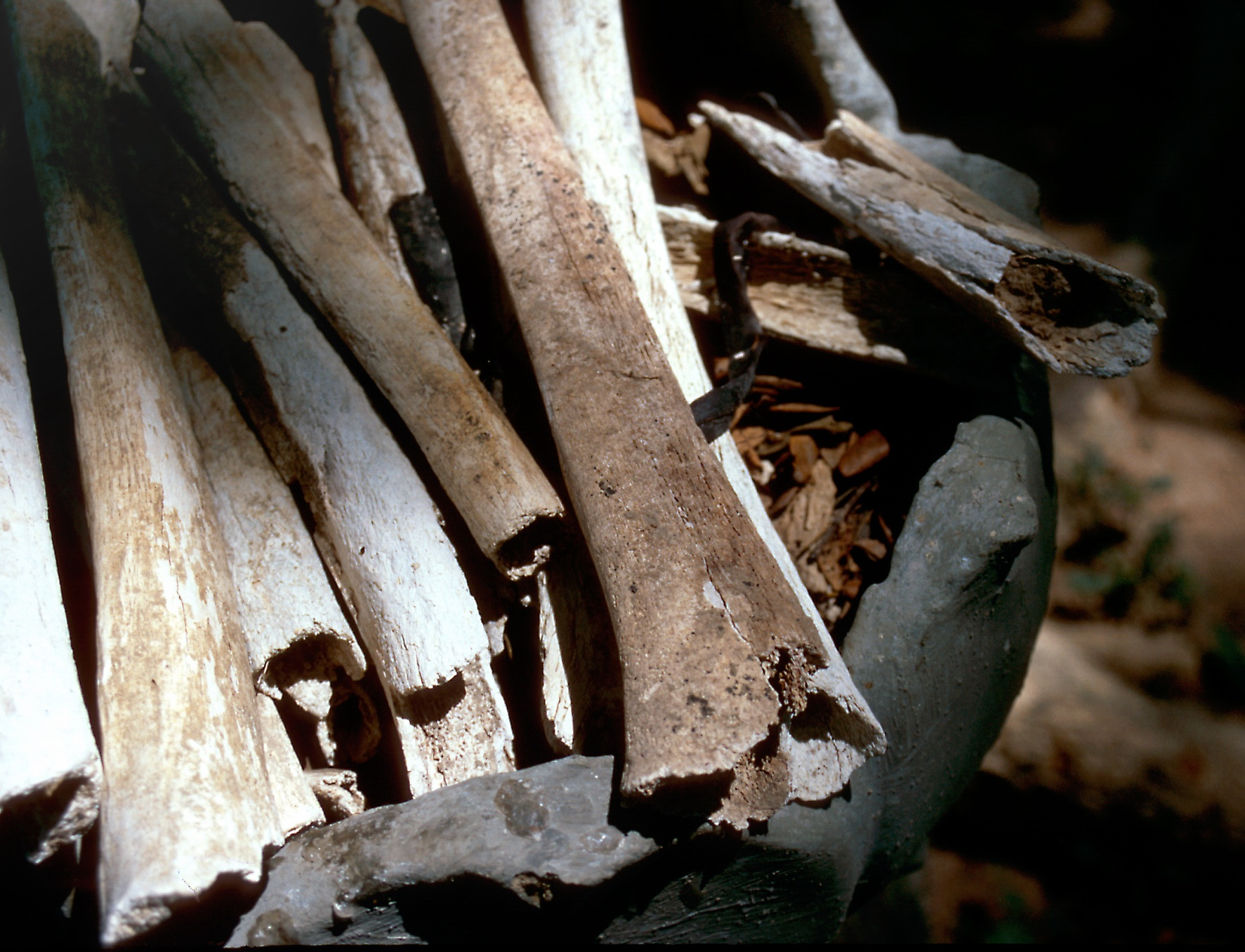
Ossa umane rinvenute in un campo di sterminio della Kampuchea Democratica

### Religione e minoranze etniche
L'articolo 20 della Costituzione della Kampuchea Democratica garantiva, malgrado l'ateismo di stato, la libertà religiosa, ma bandiva come proibite "tutte le religioni reazionarie, dannose per lo Stato e per il Popolo cambogiano", cioè, di fatto, ogni fede, in quanto aventi tutte come punto di riferimento per le persone qualcosa di diverso dall'Angkar.
Seppure tollerati prima della rivoluzione, dopo la caduta di Phnom Penh tra i più perseguitati risultarono i Buddhisti, circa l'85% della popolazione, seguaci della scuola di Theravada. Tutti i monasteri vennero chiusi o distrutti assieme ai monumenti religiosi, e i monaci, il cui numero si aggirava tra i 40.000 e i 60.000 (circa lo 0,7% della popolazione), vennero uccisi o costretti a diventare contadini. Incaricata specificamente di estirpare tale fede dal Paese, in quanto largamente maggioritaria, fu Yun Yat.
Cristiani, ebrei e musulmani vennero perseguitati in modo mirato, pur essendo assolutamente minoritari, in quanto seguaci di fedi "occidentali". Particolarmente sadiche sarebbero state, secondo alcuni resoconti, le pene inflitte agli ebrei, marchiati a fuoco con la Stella di Davide, e ai musulmani, costretti a mangiare carne di maiale, per loro un abominio e un divieto assoluto (ḥarām).
Tutte le religioni, in ogni caso, furono ugualmente cancellate dalla pratica quotidiana a costo di sopprimere fisicamente chiunque si ostinasse a perpetuarle.
Le minoranze etniche venivano trattate in modo differente da caso a caso. I vietnamiti, per motivi storici e politici, furono i più perseguitati. In migliaia furono uccisi o mutilati, e moltissimi fuggirono nella loro madrepatria. Nella sola provincia di Kampong Cham furono massacrati 40.000 Chăm, una minoranza musulmana discendente dall'antico regno vietnamita di Chămpa, mai integratasi nel tessuto sociale cambogiano.
La minoranza thailandese del Nord fu anch'essa perseguitata. I cinesi, pur essendo stati inclusi tra la "Nuova Gente", e pur avendo avuto lo stesso peso dei vietnamiti nella lunga serie di passate dominazioni straniere sulla regione, furono invece lasciati in pace, probabilmente a causa dell'amicizia con la Cina comunista.
I Khmer Loeu ("Khmer della Montagne"), etnia animista dalla struttura tribale stanziata nella zona Nord-Est (quella di origine della guerriglia, la quale ebbe molto seguito tra questa popolazione), considerata primitiva dai khmer del Sud, non fu perseguitata, ma anzi, secondo gli studiosi di questioni cambogiane - tra i quali Serge Thion - sembrerebbe che fosse sostanzialmente considerata dal regime come un modello per la nuova società che si proponeva di forgiare, tanto che il matrimonio con un suo esponente veniva considerato "la prova finale di lealtà incondizionata al Partito". Lo stesso Khieu Samphan potrebbe essere stato sposato con una donna del luogo.
La xenofobia non era però una peculiarità degli Khmer Rossi in quanto le tensioni etniche erano endemiche in Indocina sin dal dominio coloniale francese.

### Istruzione
Il valore, almeno nei propositi, attribuito all'istruzione è dimostrato dal cosiddetto Piano Quadriennale, un documento dattiloscritto di 110 pagine elaborato dal Nucleo del Partito tra il 21 luglio e il 2 agosto 1976, e mai reso pubblico salvo dopo la fine del regime, che descriveva sia l'atteggiamento del governo nei confronti della cultura che il sistema scolastico pianificato dai Khmer rossi:
- Scuola Primaria
  - Materie Generali (tre anni)
- Scuola Secondaria
  - Materie Generali (tre anni)
  - Materie Tecniche (tre anni)
- Scuola Terziaria
  - Materie Tecniche (tre anni)

Le materie generali erano: Scrittura, Aritmetica, Geografia (in particolare quella nazionale), Storia della Rivoluzione nazionale, istituzioni di Scienze Naturali, Chimica e Fisica, organizzazione e politica del Partito. Quelle tecniche erano: pratica di lavoro in fabbrica e in cooperativa, studio della coltura del riso, dell'albero della gomma e degli altri prodotti industriali, scienze forestali e studio degli alberi da frutta, pastorizia, studio dei pesci d'acqua dolce e marini, scienze marine e fluviali, scienze dell'energia, medicina tradizionale, ecc. Risulta evidente la preponderanza del lavoro agricolo tra gli obiettivi dell'istruzione di un giovane khmer, secondo solo all'indottrinamento politico.
L'obiettivo dichiarato del Piano era l'eliminazione dell'analfabetismo. Tuttavia, il sistema didattico prevedeva anche che si insegnasse ai bambini a leggere nella maniera "corretta", cioè "come contadini", ovvero che lo si facesse in maniera del tutto passiva e acritica, senza elaborare i contenuti o metterli in discussione. Questo, peraltro, coincideva con il metodo educativo tradizionale buddhista a cui i contadini erano da sempre abituati. Il sistema di insegnamento prevedeva uno studio per metà teorico, per metà pratico. Non venivano sostenuti esami né rilasciati diplomi, segni di affermazione personale e banditi in quanto tali. Non veniva specificato alcun criterio selettivo per il personale docente.
Tuttavia, nei fatti tale programma rimase in gran parte inattuato, e poche furono le scuole funzionanti (riservate, peraltro, esclusivamente alla Vecchia Gente) di cui i testimoni conservarono un ricordo dopo la caduta del regime.

### Propaganda e inquadramento ideologico
Molti analisti hanno sostenuto che durante gli anni della guerriglia e il primo periodo di governo, l'Angkar preferì sempre evitare - nonostante il supporto sempre datole dalla Cina e una sostanziale (anche se non totale) affinità ideologica con quest'ultima - di definirsi esplicitamente "comunista" al cospetto di un popolo conservatore per natura come quello cambogiano. Del resto il nome del partito era stato deciso in un congresso tenutosi in clandestinità, quindi mai reso pubblico (se non in un periodo molto successivo). Questa segretezza si sarebbe resa dunque necessaria per poter conquistare più facilmente il sostegno della popolazione, ma non sarebbe tardata a cadere quando, una volta al potere, furono ancora più necessari gli aiuti cinesi e venne richiesta da Pechino un'esplicita presa di posizione ideologica (come lo stesso Pol Pot lasciò intendere).
Difatti, solo il 18 settembre 1976, a Phnom Penh, in un discorso commemorativo per la morte di Mao Tse-tung, Pol Pot definì per la prima volta l'Angkar "marxista-leninista" (senza però spiegare cosa questo significasse in concreto), e proclamò la fraterna amicizia con il Partito Comunista Cinese. Lodò inoltre la Rivoluzione Culturale contro "le basi controrivoluzionarie di Liu Shaoqi e Deng Xiaoping". Questo, in qualche modo, connotava per la prima volta chiaramente il Paese come stato comunista - almeno a livello pubblico - in quanto i Khmer rossi non avevano mai prima di allora rivendicato ufficialmente tale orientamento ideologico per sé o per il Paese, e nemmeno nella Costituzione, emanata ben otto mesi prima, o nell'inno nazionale, era presente alcun riferimento diretto al comunismo, ma solo il generico termine "rivoluzione". Dopo tale occasione, trascorse un altro anno prima che Pol Pot rivelasse esplicitamente, in un discorso radiofonico di cinque ore, l'esistenza del Partito e la sua storia (ma solo per falsificare quest'ultima, allo scopo di sminuire pubblicamente il ruolo dell'ormai acerrimo nemico vietnamita nella formazione del PCK).
Addirittura si dovette attendere il 29 settembre 1977 affinché, in un discorso pronunciato a Pechino - e non trasmesso in Cambogia - Pol Pot attribuisse al pensiero di Mao un ruolo fondamentale nella rivoluzione cambogiana. Tale atteggiamento, insieme ad altri, contribuisce ancora oggi allo scetticismo di chi, tra gli analisti, rifiuta lo schematico inquadramento dell'azione politica di Pol Pot nell'ideologia maoista che la Storia ufficiale solitamente propone all'opinione pubblica.

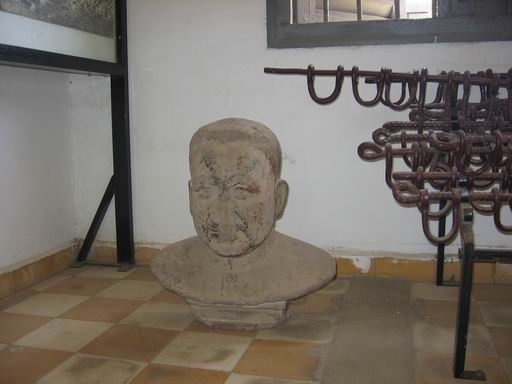
Busto di Pol Pot esposto al Tuol Sleng Genocide Museum

Peraltro il Partito assunse sempre posizioni critiche nei confronti di tutti gli Stati comunisti filo-sovietici, ritenuti delle "degenerazioni". Più taciuta, ma pur sempre presente, la distanza dal regime di Pechino, che si mostrò sempre abbastanza scettico di fronte agli aspetti più radicali della dittatura di Pol Pot, pur non facendo mai mancare a quest'ultima il proprio sostegno.
C'è da notare che, perlomeno nelle aree in cui i funzionari si mostravano più iniqui e crudeli verso la popolazione o parte di essa, tale strategia propagandistica veniva notevolmente vanificata dalla logica e spontanea avversione suscitata appunto dal concreto rapporto con le masse.
Durante il lavoro nei campi venivano diffusi, tramite altoparlanti, discorsi radiofonici dei dirigenti, direttive e precetti, in modo da rendere l'ineffabile Angkar onnipresente agli occhi del popolo e per indottrinare senza interrompere la produzione. Furono inoltre realizzati numerosi documentari propagandistici per la visione collettiva. Il Partito pubblicava, negli anni in questione, almeno cinque periodici ufficiali: "Kampuchea", "Tung Kraham" (Bandiera Rossa), "Tung Padevat" (Bandiera Rivoluzionaria), "Yuvachon ning Yuveaneary Padevat" (Ragazzi e Ragazze Rivoluzionarie) e "Tung Renakse" (Bandiera del Fronte). Questi venivano distribuiti agli ufficiali e potevano pubblicare, oltre a notizie e resoconti con finalità politiche, anche poesie, foto e ritratti, naturalmente a tema propagandistico. La propaganda scritta, tuttavia, era utilizzata molto più cautamente rispetto alle altre forme, in quanto il regime si rendeva conto che, per renderla efficace su masse popolari generalmente analfabete, sarebbe stato obbligatorio affidarsi, almeno in un primo tempo, all'opera degli intellettuali. L'arte in genere doveva comunque essere adoperata con cautela, per non disturbare la produzione. Notevole appare la direttiva del Piano che prevedeva, nonostante la chiusura del regime al mondo esterno, la stampa di materiale propagandistico in lingua straniera, per la maggior parte inglese.
Peculiare è l'apparente assenza (e la formale critica ) del culto della personalità, comune persino in Cina. In realtà bisogna notare che il regime ne portò a sua volta avanti una specie di forma "modificata", non riferita cioè ai singoli dirigenti - come detto mantenuti a lungo nell'anonimato - ma all'Angkar stessa. Non mancano reperti e testimonianze, tuttavia, che mostrano come, dopo il 1978, il Partito abbia risentito di un progressivo allineamento al modello cinese (e il popolo abbia potuto finalmente vedere per la prima volta il volto del loro leader nei busti e nei ritratti propagandistici).

## Il volto nascosto del regime
L'ambizione egualitaria dei Khmer rossi, tuttavia, nei fatti riguardava solo la popolazione civile; i funzionari, i loro protetti, le guardie e il resto dell'apparato di Partito godevano di un "trattamento speciale". Il cibo era per loro nettamente migliore, in quantità maggiore rispetto al resto della popolazione, e le loro abitazioni erano singole e isolate in quartieri a parte. La guardia personale di Pol Pot, formata dalle cosiddette "Divisioni Incondizionate", era una casta nella casta.
Nonostante la persecuzione della vecchia classe intellettuale, tutti i vertici del Partito erano a loro volta persone raffinate, studiosi, insegnanti, e avevano studiato all'estero, eppure, nonostante la loro istruzione fosse innegabilmente di matrice pre-rivoluzionaria e occidentale, nessuno osava criticare apertamente tale lampante contraddizione, quand'anche ne venisse a conoscenza. Le guardie e i combattenti dell'esercito, invece, nonostante i propositi del succitato Piano Quadriennale, erano spesso volutamente selezionati tra gli analfabeti, e questo perché più facili da controllare e più inclini a far valere la propria autorità sugli altri (non avendone mai avuto la possibilità a causa del proprio ceto sociale). A chiunque avesse conoscenze tecniche e intellettuali avanzate (ufficialmente non gradite al regime) utili agli scopi dei funzionari e alla loro vita quotidiana (meccanici, pittori, scultori, medici, ecc.), purché collaborasse, poteva essere concesso di sopravvivere (se precedentemente condannati a morte) o di godere di piccoli privilegi.
Ai gerarchi del Partito venivano riservate cure mediche di concezione moderna e farmaci veri e propri, oltre a lussuose auto e all'esenzione dal lavoro fisico. Tra di loro i disabili venivano accuditi.
Il nazionalismo esasperato e la pulizia etnica posta in atto dai Khmer rossi erano del tutto incoerenti rispetto alle origini straniere, soprattutto cinese e vietnamita, di moltissimi tra i loro leader (che erano soliti nasconderle adottando pseudonimi o nomi di battaglia).
Il nepotismo e la corruzione in qualche caso non avevano nulla da invidiare a quelle dei passati regimi: la prima moglie di Pol Pot, Khieu Ponnary, era a capo dell'Associazione delle Donne della Kampuchea Democratica, la sorella di quest'ultima, Khieu Thirith, moglie di Ieng Sary, era Ministro degli Affari Sociali, collaboratrice del marito agli Affari Esteri nonché capo dell'Alleanza della Gioventù Comunista della Kampuchea, Yun Yat, moglie di Son Sen, era Ministro della Cultura, dell'Istruzione e dell'Informazione, svariati nipoti di Pol Pot erano impiegati al Ministero degli Affari Esteri, una figlia di Ieng Sary fu posta alla direzione dell'ex-Calmette Hospital (nonostante non fosse nemmeno diplomata), una nipote di Ieng Sary lavorava come traduttrice di lingua inglese a Radio Phnom Penh (pur non padroneggiando affatto l'idioma), quattro figli, due figlie, due cognati, un fratello e cinque tra generi e nuore di Ta Mok (incluso il genero Khe Muth, Comandante della Marina della Kampuchea Democratica) erano pienamente inseriti nell'organico di Partito, un fratello maggiore di Ieng Sary dirigeva il mercato di Orussey. Spesso tali incarichi consentivano di ottenere cospicui profitti economici.

## Il genocidio cambogiano
Inizialmente Pol Pot riuscì ad accattivarsi molte simpatie tra gli intellettuali della Sinistra occidentale e in particolare europea (la quale lo aveva svezzato politicamente durante i suoi studi a Parigi), a causa del suo radicalismo, del suo anti-imperialismo e della particolare situazione politica che lo vedeva opposto agli 'odiati' Stati Uniti, ma soprattutto grazie al buio totale che calò sulla Kampuchea Democratica. È però vero che più di un governo occidentale era al corrente di ciò che avveniva nel Paese (l'allora Germania Est, ad esempio, produsse documentari filmati molto critici nei riguardi del regime di Pol Pot, i quali contenevano prove evidenti dei massacri in atto). Tuttavia, dopo la caduta del regime, diffusi i primi resoconti del reale stato della Cambogia, la situazione si rovesciò.
Carestie, purghe politiche e massacri di civili inermi, più una guerra scatenata contro il Vietnam e persa rovinosamente, produssero un vero e proprio genocidio. I Killing fields, campi di concentramento e di sterminio, (come quello di Choeung Ek, in cui si suppone siano state soppresse 10.000 persone) e terribili prigioni (come l’S-21, l'ex liceo della capitale, Tuol Sleng, in cui morirono quasi 20.000 persone, tra cui 2.000 bambini) costellavano l'intero Paese.
Le esecuzioni molto spesso venivano realizzate attraverso metodi estremamente cruenti, infliggendo indicibili torture alle vittime (anche bambini), picchiandole, bastonandole o accoltellandole a morte, altre volte si ricorreva al soffocamento per mezzo di un sacchetto di plastica in cui veniva infilata la testa del condannato, oppure a colpi di zappa sul cranio, od ancora versando gasolio nella vagina delle donne e appiccando il fuoco. Quasi mai venivano utilizzate pallottole, considerate troppo preziose per tali scopi.
Alcuni testimoni cambogiani e stranieri, tra i quali il segretario dell'ambasciata francese Denise Affonco, descrissero terribili episodi di cannibalismo ai danni di adulti e bambini, che sarebbero stati spesso sventrati ancora vivi allo scopo di divorarne il fegato cotto o la cistifellea essiccata (considerata curativa nella medicina tradizionale khmer), o ancora di berne la bile. Sempre secondo alcune testimonianze, le cistifellee essiccate delle vittime venivano anche vendute come farmaco in Cina. Tra le guardie sarebbe stata diffusa la pratica di mutilare orrendamente i condannati prima di ucciderli (recidendo ad esempio loro le orecchie, e costringendoli poi ad ingerirle), mentre i resti umani sarebbero stati frequentemente utilizzati come fertilizzante nei campi.
Agli stranieri era severamente vietato l'ingresso nel Paese, soprattutto agli occidentali, e coloro che hanno infranto tale divieto sono stati eliminati senza lasciare alcuna traccia (tra di essi vi furono anche vietnamiti, laotiani, indiani, pakistani, britannici, statunitensi, francesi, neozelandesi e australiani).
Il numero totale dei morti tra il 1975 e il 1979 per esecuzioni, prigionie, carestie, epidemie, cattive condizioni di vita e episodi di pulizia etnica, principalmente ai danni dell'etnia vietnamita, è controverso.
Il governo pro-vietnamita successivo alla caduta di Pol Pot indicò una cifra di 3,1 milioni. Lon Nol sostenne che i morti fossero 2 milioni e mezzo. Il sacerdote François Ponchaud suggerì una cifra di 2,3 milioni, ma in questa cifra sono incluse 600.000 persone morte prima dell'ascesa dei Khmer rossi. L'Università Yale, nel progetto "Cambodian Genocide Program", indica una cifra di 1,7 milioni. Amnesty International invece propende per un numero inferiore, di 1,4 milioni di morti. Il Governo degli Stati Uniti (che, dopo il 1979, supportò i Khmer rossi in funzione anti-sovietica) rappresentò la fonte ufficiale che in Occidente sostenne la cifra più bassa: 1,2 milioni. Khieu Samphan optò per 1 milione, mentre Pol Pot fornì un'indicazione di circa 800.000 morti. Dopo la caduta della Kampuchea Democratica furono scoperti testimoni, foto, archivi e fosse comuni comprovanti il genocidio.
Secondo alcune testimonianze, nei discorsi alla radio (interamente controllata dal governo) Pol Pot e i suoi funzionari proclamavano apertamente frasi quali: "Basta un milione o due di buoni rivoluzionari per costruire la nostra utopia comunista. Quanto agli altri, tenervi non comporta alcun beneficio, eliminarvi non comporta alcuna perdita". Non è quindi da escludersi che - coerentemente con la filosofia che governò le deportazioni dalle città alle campagne - il regime ritenesse la nazione "sovraffollata", e dunque auspicabile ridurne la popolazione, anche per mezzo di omicidi di massa, da circa 7 milioni ad 1 milione.
Va però sottolineato che la maggioranza delle morti fu provocata dalle carestie, dalle malattie e dalle guerre dovute alla fallimentare politica del regime, e non direttamente dalle pur sempre massicce opere di epurazione, liquidazione dei presunti oppositori e pulizia etnica. All'immediato calo della popolazione evidenziato nei primi anni di dominio dei Khmer rossi avevano precedentemente contribuito in modo determinante la guerra del Vietnam e le brutali azioni repressive di Lon Nol. Nonostante ciò, le persone uccise sono calcolate in centinaia di migliaia. Le stime arrivano fino ad 1 milione. La CIA stimò inoltre tra 50.000 e 100.000 le persone uccise non immediatamente, ma a seguito di un periodo di detenzione e orribili torture.

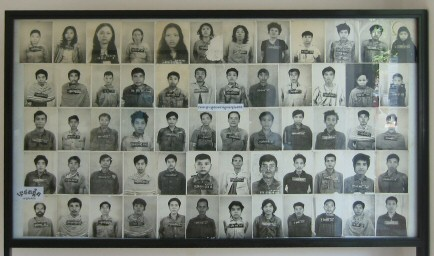
Foto di ex-prigionieri del carcere S-21 allineate alle pareti dell'edificio, che oggi ospita il Tuol Sleng Genocide Museum.

Inoltre, dopo il primo periodo di assestamento, in cui gli ostacoli al processo di "rinnovamento" della nazione venivano sistematicamente ignorati, i vertici di Partito avevano cominciato a mostrare un notevole "ammorbidimento" riguardo ai rapporti con l'estero, alla rigida applicazione dei loro ideali rivoluzionari e a molti altri temi che fino ad allora erano stati affrontati, a spese della popolazione, con totale mancanza di realismo. Nonostante le pratiche brutali siano sempre state molto numerose e ampiamente avallate e promosse dalle alte sfere nelle aree controllate dai Khmer rossi, alcuni analisti e alcune testimonianze dirette evidenziano che le purghe più cruente si verificarono solo a partire dal 1977, quando la contrapposizione tra la fazione filo-vietnamita e quella nazionalista di Pol Pot (tenuta fino ad allora nascosta) culminò in una rivolta e in un complotto contro la leadership, repressi nel sangue nel 1978.
Questo segnò una forte regressione economica, politica e sociale del Paese, che piombò nella più totale anarchia, situazione a cui il regime pose rimedio con estrema radicalità, ponendo cioè in atto una paranoica "caccia alle streghe" contro il "Khmang Siroung ptie khnong" (il "Nemico Interno") e quei crudeli massacri di civili perpetrati nei Killing fields, che furono tra le cause della sua caduta.
Infine bisogna, nell'attribuire responsabilità individuali a singoli esponenti del regime - in special modo Pol Pot - tenere conto della struttura politico-amministrativa di quest'ultimo, che spesso consentiva ai funzionari una relativa autonomia di manovra. Sovente i massacri venivano direttamente ordinati da dirigenti locali, anche se appare decisamente remota la possibilità che la leadership non ne fosse al corrente (almeno indirettamente). In talune occasioni, peraltro, sembra ci sia stato un diretto coinvolgimento di vari esponenti del Comitato Centrale (non sempre coadiuvati da Pol Pot) nella pianificazioni di purghe e esecuzioni di massa, ma tale impianto accusatorio non si basa su processi - mai celebrati e ancora oggi ostacolati dal governo di Phnom Penh, ufficialmente per favorire la riconciliazione nazionale, ma molto probabilmente per coprire pesanti responsabilità individuali di esponenti dell'odierna leadership o di uomini ad essi collegati e per motivi di stabilità politica del Paese - bensì su testimonianze di ex-esponenti dei Khmer rossi. Tra di essi, chi sembrerebbe assolvere Pol Pot da molte responsabilità dirette nelle azioni più efferate del regime è Deuch, l'ex-direttore dell'S-21, ma questi precisa che il leader in ogni caso era a conoscenza di ogni situazione, e che quindi avallava di fatto ogni operazione, pur non elaborandola sempre di persona.

## La guerra con il Vietnam
Nel 1976 le relazioni con il Vietnam erano migliorate, in parte a causa dei timori di Pol Pot per le lotte interne, così nel maggio dello stesso anno una delegazione di Hanoi era giunta a Phnom Penh per discutere la questione dei confini territoriali. Tuttavia i vietnamiti non avevano riconosciuto la Linea Brevie - il confine marittimo dell'epoca coloniale - e le trattative si erano interrotte.
Il 27 settembre una congiura ordita dall'ala filo-vietnamita del Partito cercò di esautorare Pol Pot, il quale rassegnò le dimissioni da Primo Ministro, ufficialmente per "motivi di salute". Hanoi, con cui pochi giorni prima erano stati riallacciati i rapporti (e allestiti collegamenti aerei), sostenne dall'esterno il complotto, riponendo totale fiducia in colui che i vertici vietnamiti avevano sempre erroneamente ritenuto il loro principale referente tra i Khmer rossi, il Vice-Primo Ministro Nuon Chea, che nel frattempo aveva formalmente sostituito Pol Pot. In realtà Nuon Chea non aveva mai tradito il suo leader, il quale, facendosi apparentemente da parte con la complicità del suo vice, aveva fatto esattamente ciò che i suoi nemici si aspettavano da lui e aveva consentito loro di scoprirsi, in modo da colpirli in un secondo momento. Alla fine di ottobre Pol Pot venne allo scoperto e recuperò la carica di Primo Ministro, massacrando centinaia di presunti artefici del tentato golpe, mentre i suoi nemici oltre-confine lo credevano ormai in disgrazia.
A questo punto la situazione politica interna della Cina mutò, e si consolidò il potere del nuovo leader Deng Xiaoping, il quale, a differenza di Mao Tse-tung - morto nel settembre 1976 - vedeva nel Vietnam un'appendice del potere sovietico e delle sue mire egemoniche, il che lo convinse a spingere sempre più Pol Pot verso il conflitto aperto con Hanoi. A tale scopo, negli anni seguenti avrebbe supportato le purghe anti-vietnamite in Cambogia e avrebbe dato inizio all'invio di aiuti militari ancora più ingenti al regime di Phnom Penh, che doveva rappresentare il suo "ariete" contro Hanoi. Pol Pot - mostrando ancora una volta il suo opportunismo politico - lo ricambiò il 22 ottobre, sovvertendo le accuse rivoltegli a Pechino solo un mese prima e condannando ufficialmente la cosiddetta "Banda dei quattro", la quale, prima dell'arresto avvenuto il 6 ottobre, aveva contrastato nel nome degli ideali di Mao la leadership del pragmatico Deng.
Nell'aprile 1977, dopo il rifiuto da parte di Pol Pot di avviare una trattativa diplomatica, gli attacchi contro il Vietnam ricominciarono (1.000 morti civili nel mese di settembre), e ad essi si aggiunsero quelli ai villaggi del distretto tailandese di Aranyaprathet e ad alcuni villaggi laotiani. I Khmer rossi, dopo essere penetrati per 10 km oltre confine, occuparono parte della Provincia di An Giang, massacrando numerosi civili. Nel settembre dello stesso anno avanzarono fino a 150 km in territorio vietnamita. In ottobre il Vietnam reagì lanciando attacchi aerei e terrestri con 20.000 soldati, ma fu costretto ad inviare rinforzi per 58.000 unità solo due mesi dopo, riuscendo ad arrivare fino a Neak Luong e catturando importanti leader militari cambogiani (come il futuro Primo Ministro Hun Sen). Il 6 gennaio 1978 i vietnamiti si ritirarono, ritenendo che Pol Pot avesse "imparato la lezione", ma il leader cambogiano, al contrario, rifiutò l'offerta di pace avversaria e annunciò pubblicamente che quella era stata una "vittoria" anche più grande della presa di Phnom Penh. I combattimenti ricominciarono nuovamente. Una nuova offensiva cambogiana giunse, il 18 aprile, nel villaggio di Ba Chuc, e portò al massacro di quasi tutti i suoi abitanti (solo due furono i superstiti).
Nei primi mesi del 1978 il Vietnam decise di appoggiare concretamente la resistenza interna ai Khmer rossi, e la Zona Est, a seguito di massicce purghe interne al Partito attuate dal regime (il quale aveva assunto un atteggiamento paranoico a causa delle precedenti disfatte militari), divenne teatro di insurrezioni. Nel maggio dello stesso anno, quando ebbe inizio la ribellione guidata da So Phim, Radio Phnom Penh dichiarò che, se ogni soldato cambogiano avesse ucciso trenta vietnamiti, sarebbe stato sufficiente un esercito di due milioni di persone per sterminare l'intera popolazione avversaria. La leadership del Partito voleva addirittura impadronirsi della regione del Delta del Mekong (Kampuchea Krom), popolata da cambogiani ma appartenente al Vietnam.
A novembre, dopo la repressione della rivolta di So Phim, fu la volta della ribellione di Vorn Vet, sempre nella Zona Est, che non ebbe miglior sorte. Oltre confine si stanziarono 10.000 profughi cambogiani e vietnamiti. Il 3 dicembre Radio Hanoi annunciò la formazione di un Fronte Unito Cambogiano di Salvezza Nazionale, formato da esuli, comunisti e non, accomunati dall'odio per Pol Pot e disposti a formare un governo collaborazionista sotto la protezione del Vietnam.

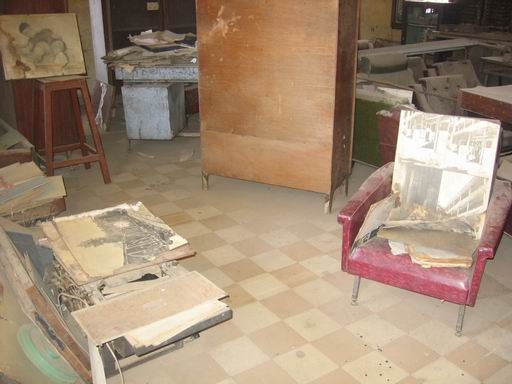
Archivi del carcere S-21 così come furono scoperti dai vietnamiti nel 1979

### Caduta di Phnom Penh
Il 25 dicembre 1978, dopo altri attacchi da parte cambogiana, Hanoi lanciò una massiccia offensiva con 120.000 uomini assistiti da unità meccanizzate, unità aeree e artiglieria pesante, prendendo Phnom Penh il 7 gennaio. I Khmer rossi attuarono una vana resistenza con 70.000 uomini. I morti tra i soldati furono circa 1.500 per parte, mentre i caduti civili furono 66.000. Tuttavia i Khmer rossi, protetti da alcuni governi stranieri in funzione anti-vietnamita, bloccarono l'avanzata rifugiandosi nella giungla presso il confine thailandese. La Cina reagì pochi giorni dopo, cercando a sua volta di invadere il Vietnam, ma l'operazione si rivelò un clamoroso fallimento (Guerra sino-vietnamita). In ogni caso il Fronte formò il nuovo governo della Repubblica Popolare di Kampuchea - protetto dalle truppe di occupazione di Hanoi - nel quale militavano molti ex-Khmer rossi (tra cui lo stesso Primo Ministro Heng Samrin, collaboratore di So Phim, fuggito in Vietnam dopo il suicidio di quest'ultimo), e che continuò a combattere per molti altri anni Pol Pot, il quale controllava ancora vaste aree del Paese, di fatto spaccato in due.
Nonostante la Kampuchea Democratica fosse caduta, gli USA e la Cina riuscirono a fare in modo che il seggio dell'ONU da essa occupato fosse mantenuto fino al 1982, per poi riservarlo fino al 1993 al rappresentante del cosiddetto Governo di coalizione della Kampuchea Democratica (presieduto da Norodom Sihanouk - tornato a sostenere Pol Pot dopo la caduta del regime - ma formato ancora dai Khmer rossi, stavolta affiancati dai monarchici e dai nazionalisti anticomunisti, tutti accomunati dall'opposizione al governo di Heng Samrin, nuovo capo di Stato cambogiano posto dai vietnamiti, a loro volta appoggiati dall'URSS). Di fatto l'Occidente si rifiutò di riconoscere il governo filo-sovietico di Phnom Penh, preferendo tacere sui crimini di Pol Pot (che il nuovo regime cambogiano aveva svelato pubblicamente, seppure esagerandone forse alcuni aspetti a scopo propagandistico) e anzi finanziando addirittura quest'ultimo (come fecero Ronald Reagan, Margaret Thatcher, la Cina e la Thailandia) al solo scopo di usarlo contro l'URSS.

## Filmografia
Questa è una raccolta di film e documentari cinematografici aventi come soggetto gli anni del dominio dei Khmer rossi in Cambogia: 
- S21 - la machine de mort Khmere rouge..
- Urla del silenzio (The Killing Fields). URL consultato il 7 dicembre 2017 (archiviato dall'url originale il 2 marzo 2007)..